# LG V20
LG V20 là một điện thoại thông minh cao cấp chạy hệ điều hành Android được sản xuất bởi LG Electronics. Ra mắt vào ngày 6 tháng 9 năm 2016, bán chính thức ngày 21 tháng 10, V20 là thiết bị kế thừa cho LG V10 - thiết bị đầu tiên của dòng LG V series được phát hành năm 2015.
Tương tự như V10, V20 có một màn hình phụ ở trên đầu thiết bị, cho phép hiển thị các tin nhắn và điều khiển, camera selfie sẽ khoét một góc bên trái của màn hình phụ này, đây được coi như "cụ tổ" của lối thiết kế màn hình khoét "đục lỗ", "giọt nước trên các smartphone ra mắt từ năm 2018. V20 cũng được trang bị DAC (mạch chuyển đổi số tương tự) giúp âm thanh phát ra từ loa của máy có chất lượng rất tốt.
V20 là được LG tung ra để cạnh tranh với Samsung Galaxy S7 Edge và iPhone 7 Plus. 

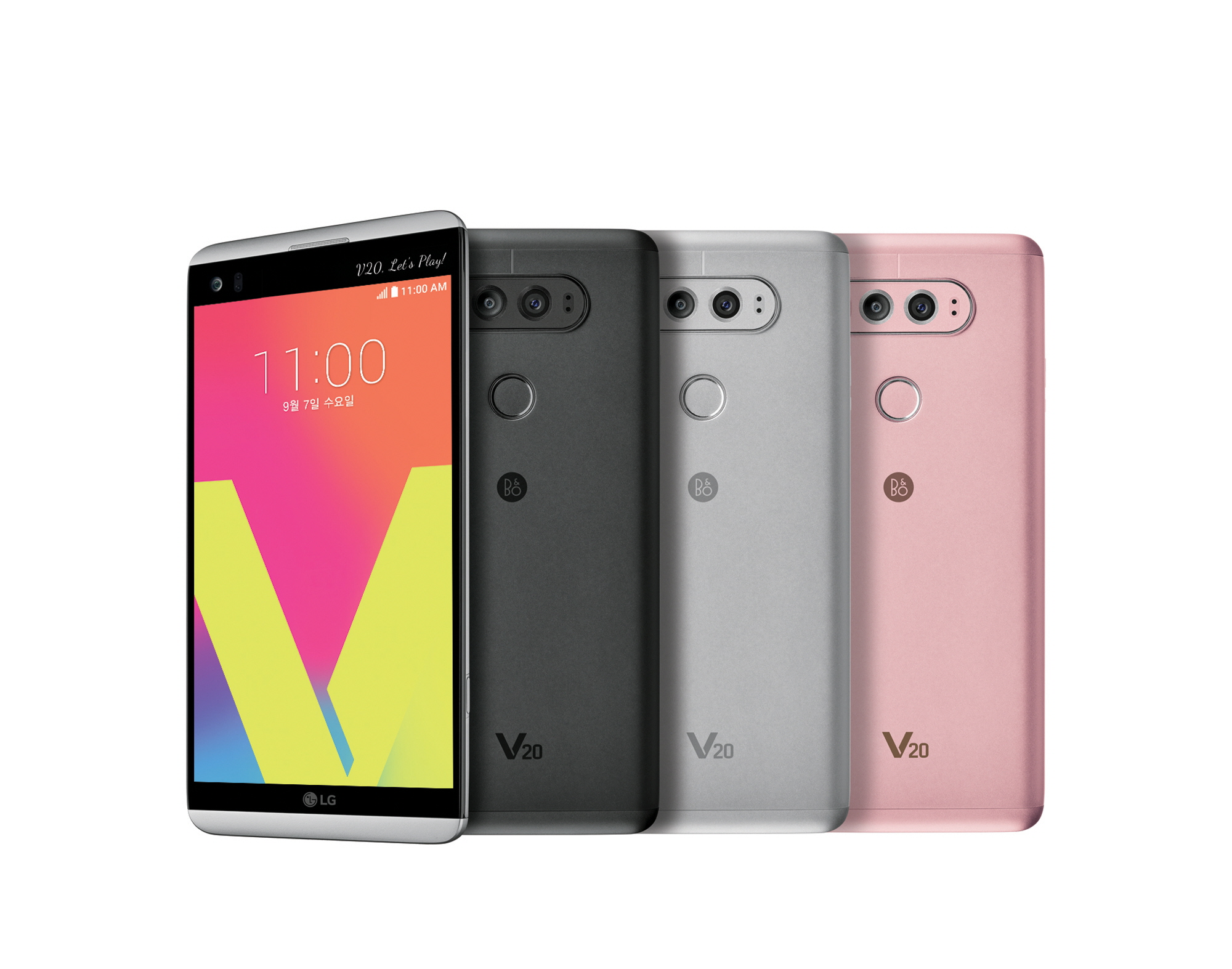
LG V20

## Thông số kỹ thuật[1]
V20 nặng 174g, dày 7.6mm.

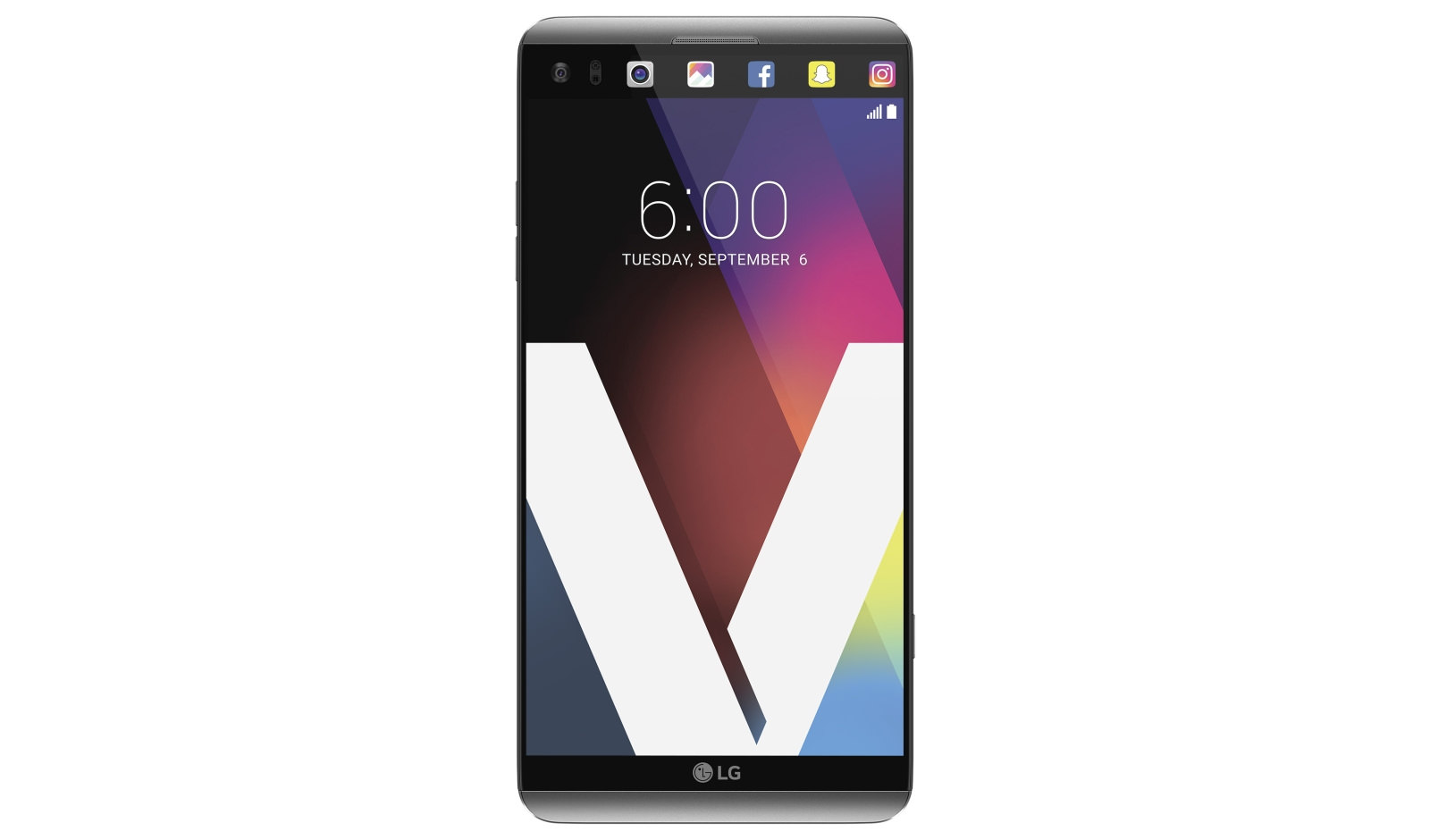
LG V20 với màn hình phụ ở góc trên

Xuất xưởng với phiên bản Android 7.0, hỗ trợ update tối đa lên Android 9.0.
Tùy chọn bộ nhớ 32GB/64GB, hỗ trợ thẻ nhớ mở rộng microSD.
Màn hình 5.7", tấm nền IPS LCD độ phân giải 2K 1440x2560 pixels. Các cạnh hông được ẩn đi hoàn toàn sau tấm kính bảo vệ Gorilla Glass 4 mang lại cảm nhận về một chiếc smartphone màn hình không viền khi tắt máy
Camera kép 16 MP, f/1.8, 29mm và 8 MP, f/2.4, 12mm (góc rộng).
RAM 4GB RAM, CPU Qualcomm Snapdragon 820.
Pin 3200mAh Li-Ion.
Bên phải máy ở góc dưới có một nút nhỏ là vị tri để bóc nắp lưng ra để thay Pin, SIM hoặc kể cả thẻ nhớ MicroSD. Điểm đặc biệt quan trọng nhất ở đây là LG đã khiến cho một thiết kế không nguyên khối lại gây cảm giác cầm nắm như thể nguyên khối.

## Màn hình phụ

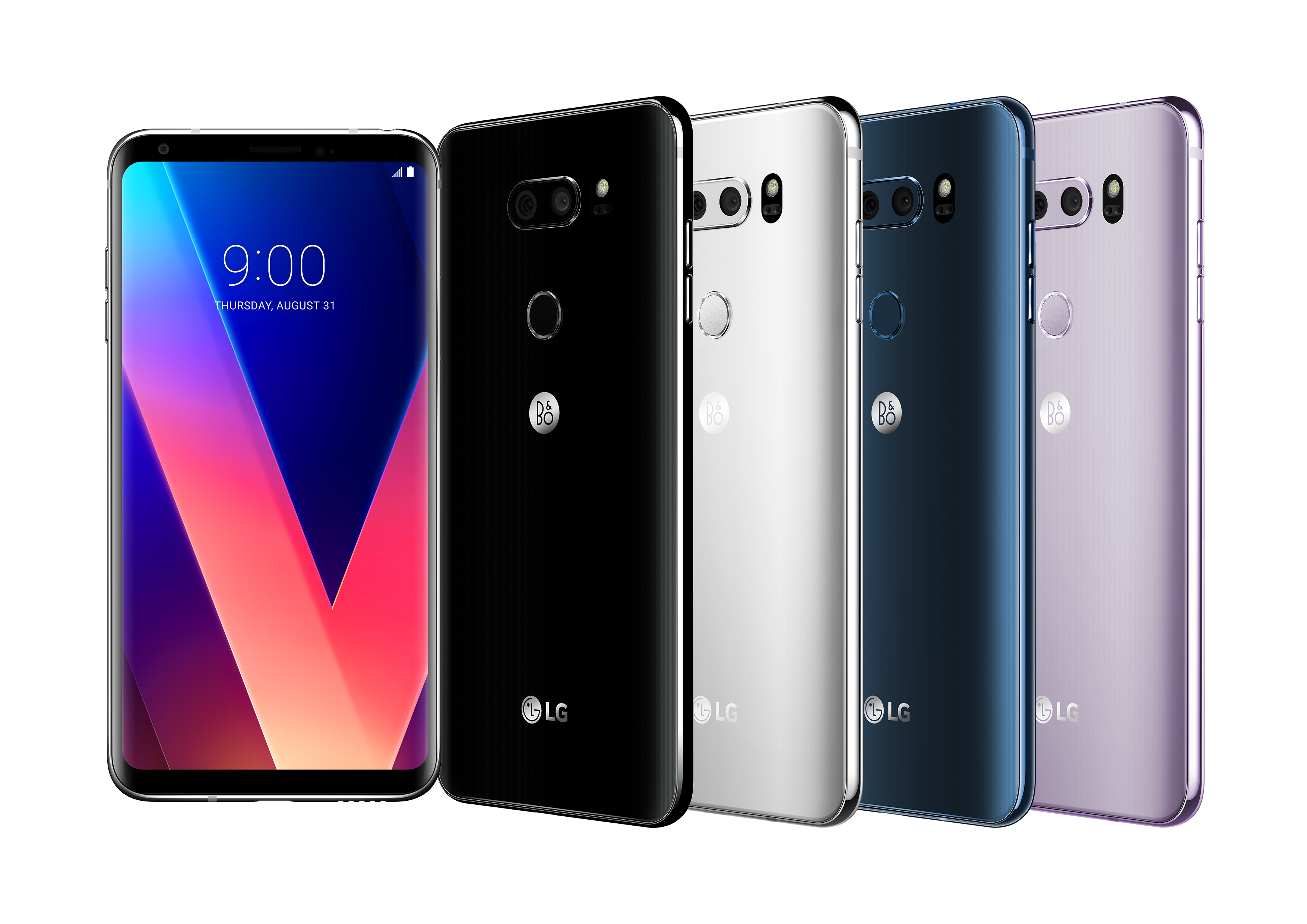
LG V30 - phiên bản kế nhiệm đã loại bỏ màn hình phụ trên V20

Màn hình phụ của LG V20 kích thước 2.1 Inch cùng với độ phân giải 160×1040 Pixel, nằm ở phía trên màn hình chính. Giúp người dùng dễ dàng truy cập nhanh vào những ứng dụng quen thuộc, Bluetooth, Wi-fi hay kể cả thể hiện chữ ký cá nhân chủ sở hữu, camera selfie sẽ khoét một góc bên trái của màn hình phụ này.
- Hiển thị biểu tượng của thông báo khi màn hình chính tắt
- Hiển thị nội dung chi tiết của thông báo
- Hiển thị tên theo ý thích của người dùng
- Các công cụ: chuyển ứng dụng, tắt mở kết nối kể cả khi khóa máy
- Hiển thị thời gian, ngày tháng khi ứng dụng chạy toàn màn hình
- Điều khiển âm nhạc, làm nút mở rộng khi chụp ảnh.

## Âm thanh DAC
- LG V20 là chiếc smartphone đầu tiên sở hữu con Chip xử lí âm thanh chất lượng có tên 32-bit Quad DAC. Mặc dù không dùng tai nghe, con chip này vẫn truyền tải âm thanh rõ ràng, sắc sảo dù mang tai nghe không dây.
- Dù loa của LG V20 chỉ có một loa ngoài, nhưng âm lượng lại có thể lấn át các smartphone trang bị loa kép khác, đủ để khiến người dùng nghe rõ trong một quán cafe ngoài trời ồn ào.

## Dòng LG V
Dòng LG V với mẫu V10, là dòng điện thoại cao cấp chủ lực thứ 2 của LG, đánh vào thị trường châu Âu và châu Mỹ. LG V chia sẻ thiết kế và có cấu hình tương tự LG G của năm đó.
Mẫu LG V đầu tiên mang hậu tố ThinQ (hệ sinh thái thông minh của LG) là LG V30S ThinQ ra mắt tháng 3 năm 2018.
Mẫu mới nhất là LG V60 ThinQ 5G với cấu hình mạnh mẽ nhất, ra mắt tháng 3 năm 2020. Trong tương lai gần, LG dự kiến cũng sẽ khai tử dòng điện thoại cao cấp này.